# Гульч, Фридрих Отто
Фридрих Отто Гульч (Хульч, нем. Friedrich Otto Hultsch; 22 июля 1833, Дрезден — 6 апреля 1906, Дрезден) — немецкий филолог-классик и историк математики.
Окончил Лейпцигский университет (1855), в 1857 году преподавал в лейпцигской Старой школе Святого Николая, затем в гимназии в Цвиккау, в 1861 г. вернулся в Дрезден в старейшую городскую Школу Креста, которую и сам закончил. В 1868—1889 гг. её директор, затем на пенсии.
Гульч был, прежде всего, специалистом по античной системе мер и весов и опубликовал по этому вопросу фундаментальное исследование «Греческая и римская метрология» (нем. Griechische und römische Metrologie; 1862, второе издание 1882 года значительно дополнено), а затем собрание античных текстов на эту тему (лат. Scriptores metrologici graeci et romani; 1864—1866, в двух томах). Подготовил критическое издание работ Герона Александрийского по геометрии и стереометрии (1864), трёхтомник математических трудов Паппа Александрийского (1875—1878), издание трактатов Автолика из Питаны (1885), а также сочинение Цензорина «О дне рождения», ряд исторических работ Полибия. Автор многих статей о математиках (в частности, об Архимеде и Евклиде) в энциклопедии «Паули-Виссова».
Действительный член Саксонской академии наук (1885).